# Pierre Naville
Pour les articles homonymes, voir Naville.
Pierre Louis Pyrame Naville, né le 1er février 1904 dans le 7e arrondissement de Paris et mort dans le 6e arrondissement de la même ville le 24 avril 1993,,, est un écrivain, homme politique et sociologue français.
Surréaliste de 1924 à 1926, membre du Parti communiste français jusqu'en 1928, puis trotskiste avant de rejoindre le PSU, il a mené en parallèle de son engagement politique une carrière de sociologue du travail.

## Avant guerre: surréalisme et trotskisme
Issu de la haute bourgeoisie genevoise et parisienne, son père, banquier suisse protestant et ami d'André Gide, Pierre Naville fait ses études à l'École alsacienne, où il obtient le baccalauréat de philosophie, puis à la Sorbonne. Il admire Henri Bergson et Albert Einstein et s'enthousiasme pour la science du comportement que développe John Broadus Watson et participe activement à la diffusion et à la défense de ses travaux en France. Intéressé par la politique, il suit attentivement les événements qui se déroulent en Russie. Il noue des liens d'amitié avec Georges Politzer et Henri Lefebvre dont il partage l'intérêt pour le marxisme.
En 1922, il fonde avec Philippe Soupault, Francis Gérard (pseudonyme de Gérard Rosenthal), Max Jacob, Louis Aragon, Blaise Cendrars et Mathias Lübeck la revue d'avant-garde l'Œuf dur qui publie ses premiers poèmes. Il rencontre André Breton en 1923, puis de nouveau à Lorient (Morbihan) en juillet 1924. Il pratique l'écriture automatique, et grâce à son père, les éditions Gallimard publient le récit poétique « Les Reines de la main gauche ». Il rencontre alors Denise Lévy (née Kahn), la muse d'Aragon, qu'il finit par épouser.
Codirecteur avec Benjamin Péret des trois premiers numéros de la revue La Révolution surréaliste, il ouvre le Bureau de recherches surréalistes, au 15 rue de Grenelle, dans un immeuble qui appartient à son père (11 octobre 1924). La parution du troisième numéro de La Révolution surréaliste, le 15 avril 1925, marque le début d'une prise de distance entre Breton et Naville. Pour deux raisons essentielles : son article « Beaux-Arts », dans lequel il déclare « Plus personne n'ignore qu'il n'y a pas de peinture surréaliste », ainsi que ses doutes sur les réelles capacités du groupe surréaliste à « changer la vie ». Pour lui, il importe de savoir « si l'idée de révolution doit prendre le pas sur l'idée surréaliste, si l'une est la rançon de l'autre ou si les deux vont de pair ». 
En 1924, il effectue son service militaire, échappant à la guerre du Rif grâce à ses relations. Il en profite pour lire Lénine et Trotski et prendre ses distances avec l'idée d'une révolution seulement artistique. Il passe en conseil de guerre pour « outrage au drapeau français ». Il entre en contact avec les intellectuels communistes qui dirigent la revue Clarté et fait la liaison avec les surréalistes. Il participe à la déclaration commune publiée dans le quotidien L'Humanité : « La révolution ne peut être conçue que sous sa forme économique et sociale », il ne peut y avoir de « conception surréaliste de la révolution ».

Les « Adresses » au Pape, au Dalai-Lama, aux « médecins-chefs des asiles de fous », écrites par Antonin Artaud lui paraissent de vaines provocations. Pierre Naville voudrait que le groupe passe d'une révolte littéraire à l'action révolutionnaire. Sur ce point, Breton répond : 
«  Nous demeurons acquis au principe de toute action révolutionnaire, quand bien même elle prendrait pour point de départ une lutte des classes, et pourvu seulement qu'elle mène assez loin. »

Dès son retour à la vie civile, il adhère au Parti communiste français qui lui demande de prendre la direction de la revue Clarté, animée par Henri Barbusse. En 1926, il publie La Révolution et les Intellectuels (Que peuvent faire les surréalistes), écrit lors de son service militaire, où il tente de faire évoluer le surréalisme vers le marxisme. Ce texte provoque des tensions avec le groupe surréaliste, bien que l'orientation du mouvement ne semble pas différente. Selon Breton :
« Il n'est personne de nous qui ne souhaite le passage du pouvoir des mains de la bourgeoisie à celles du prolétariat. En attendant, il n'est pas moins nécessaire, selon nous, que les expériences de la vie intérieure se poursuivent et cela, bien entendu, sans contrôle extérieur, même marxiste. »
En janvier 1927, son adhésion au PCF est suivie de celle des surréalistes Louis Aragon, Jacques Baron, André Breton, Paul Éluard, Benjamin Péret et Pierre Unik. Naville se tient informé de ce qui se passe en URSS grâce à Victor Serge, dont il publie dans Clarté un chapitre de L'An I de la révolution russe. Avec Gérard Rosenthal, rencontré à l'l'Œuf dur, il fait partie de la délégation de 1927 à Moscou, voyage dont il profite pour rencontrer Trotski. 
Il transforme alors Clarté en tribune de l'Opposition de gauche au PCF, y publiant notamment le Testament de Lénine, tenu secret par Staline. Le journal est alors renommé La lutte des classes . Ces publications entraînent son exclusion du PCF en 1928. Il rencontre alors l'autre leader trotskiste français, Raymond Molinier, avec qui les relations resteront tendues au niveau personnel. Après l'expulsion de Trotski d'URSS, en 1929, il se rend dans l'île de Prinkipo avec Molinier et Rosenthal pour lui rendre visite. Le « Vieux » (surnom de Trotsky) charge Alfred Rosmer d'unifier la tendance de Molinier avec les surréalistes, ce qui est fait avec la création de La Vérité en 1929, suivie de la Ligue communiste. 
Après l'exclusion des trotskistes, réunis au sein du Groupe bolchévique-léniniste, de la Section française de l'Internationale ouvrière (SFIO), en 1935, il participe à la création du Parti ouvrier internationaliste (POI) en 1936, adhérant du même coup à la IVe Internationale. Malgré son engagement auprès de Trotski en exil aux côtés de Jean van Heijenoort, il sera peu à peu déçu par les positions de celui-ci et rompt avec le courant en 1939, refusant en janvier 1939 la fusion du POI dans le Parti socialiste ouvrier et paysan (PSOP) de Marceau Pivert.

## Après guerre
Fait prisonnier en 1940 puis libéré en 1941, il reprend ses études de philosophie, devient Conseiller d'orientation professionnelle avant d'entrer au CNRS.
Naville est l'un des contradicteurs de Jean-Paul Sartre lors de la conférence L'existentialisme est un humanisme. On peut retrouver le contenu de ses critiques à la fin de l'ouvrage. Il reproche notamment à l'existentialisme d'être un idéalisme et de nier la causalité naturelle.
Nommé directeur de recherche en 1947, il travaille avec Georges Friedmann au Centre d'études sociologiques, consacrant ses travaux à la psycho-sociologie du travail, à l'étude de l'automation, de la société industrielle, à la psychologie du comportement. En décembre 1952, la publication d’un texte d'inspiration marxiste révolutionnaire, « Les États-Unis et les contradictions capitalistes », est l'occasion de la brouille entre Jean-Paul Sartre et Maurice Merleau-Ponty. Ce dernier juge l'article impubliable sans un avertissement de la rédaction, que Sartre supprime peu de temps avant impression, sans en avertir Merleau-Ponty. Naville s'intéresse également aux stratèges et théoriciens de la guerre, notamment Clausewitz, dont il supervise la traduction et édite l'œuvre complète. La publication du Nouveau Léviathan, en 1957, montre qu'il n'a jamais cessé de réfléchir en historien et en philosophe sous le couvert de la sociologie et de la science économique.
Politiquement, Pierre Naville tente de créer une gauche marxiste démarquée du stalinisme et fonde La Revue internationale. En passant par le Parti socialiste unitaire (dit « premier PSU »), il persiste dans sa volonté à initier une gauche moderne au sein du Parti socialiste de gauche (PSG) puis de l'Union de la gauche socialiste (UGS) avant de participer à la fondation du Parti socialiste unifié (PSU) sous la Ve République, faisant partie de son comité politique national aux côtés d'Yvan Craipeau. Il écrit également pour France Observateur, l'hebdo de Claude Bourdet, qui participe de près à l'aventure PSU.
Il y reste fidèle malgré son opposition aux « réalistes » Gilles Martinet et Michel Rocard, et bien qu'il ait exprimé un profond rejet de François Mitterrand.

## Ouvrages
Politiques et sociologiques
- La Révolution et les intellectuels, 1927
- La Psychologie, science du comportement, Gallimard, coll. «L'avenir de la science», 1942,  (ISBN 2070350266)
- D'Holbach et la philosophie scientifique au XVIIIe siècle, 1943, réédition Gallimard, 1967,  (ISBN 207024699X)
- Théorie de l'orientation professionnelle, 1945,  (ISBN 2070352706)
- De la guerre, traduit de Carl Von Clausewitz, avec Denise Naville et Camille Rougeron
- Psychologie, marxisme, matérialisme, 1948
- La Guerre du Viêt-Nam, 1949
- Les Jacobins noirs. Toussaint Louverture et la Révolution de Saint-Domingue, 1949 (traduction de l'ouvrage de C.L.R. James, The Black Jacobins, 1938)
- La Chine future, 1952
- La Vie de travail et ses problèmes, 1954, Prix Fabien de l'Académie française
- Essai sur la qualification du travail, 1956
- Le Nouveau Léviathan, 1957-75
- L'Armée et l'État en France, 1961
- Le Traité de sociologie du travail, avec Georges Friedmann, 1961-62
- Trotsky vivant, 1962
- Vers l'automatisme social, 1963, (ISBN 2070247015)
- La Psychologie du comportement, Gallimard, collection Idées, 1963
- La Classe ouvrière et le régime gaulliste, 1964
- Épistémologie sociologique, revue qu'il dirige de 1964 à 1972 au Centre d'Études Sociologiques, dans le cadre du Centre National de la Recherche Scientifique.
- L'État entrepreneur : le cas de la régie Renault, avec Jean-Pierre Bardou, Philippe Brachet et Catherine Lévy, 1971
- L'Entre-deux-guerres, 1976
- Autogestion et planification, 1980
- Sociologie d'aujourd'hui, 1981
- La Maîtrise du salariat, 1984

Autres
- Les Reines de la main gauche, 1924, récit poétique
- Le Temps du surréel, 1977, réflexions sur le surréalisme
- Mémoires imparfaites (Le Temps des guerres), 1987.

### Hommages et postérité
- Le laboratoire de recherche en sciences sociales et gestion de l'université d'Evry porte son nom.
- Ses archives ont été versées à la bibliothèque du CEDIAS-Musée social [PDF]
- Une bibliographie exhaustive sur le site du Centre d’histoire sociale du XXe siècle [PDF]
- Actes et archives vidéos du colloque « Autour de Pierre Naville » organisé le 22 février 2008 par l'université libre de Bruxelles.